# Sclerotheca jayorum
Sclerotheca jayorum är en klockväxtart som beskrevs av Jean Raynal. Sclerotheca jayorum ingår i släktet Sclerotheca och familjen klockväxter. Inga underarter finns listade i Catalogue of Life.